# Frank Kaiser
Frank Kaiser (* 20. Juni 1957) ist ein deutscher ehemaliger Fußballspieler. In Sömmerda spielte er fünf Jahre lang Zweitligafußball.

## Sportliche Laufbahn
Bis 1974 spielte Frank Kaiser im Nachwuchsbereich der Betriebssportgemeinschaft Zentronik Sömmerda. In der Rückrunde der Saison 1974/75 wurde er erstmals in der Männermannschaft, die in der zweitklassigen DDR-Liga spielte, eingesetzt. Er bestritt sieben Punktspiele, in denen er hauptsächlich im Sturm aufgeboten wurde. Bereits bei seinem ersten Einsatz erzielte er ein Tor, dem er im sechsten Einsatz einen weiteren Treffer folgen ließ. Zur Saison 1975/76 wurde Kaiser offiziell für die DDR-Liga-Mannschaft nominiert, blieb aber Ersatzspieler. Er bestritt nur vier Ligaspiele und kam nur einmal zu einem 90-Minuten-Einsatz, bei dem er als Mittelstürmer aufgeboten wurde. In der Spielzeit 1976/77 erkämpfte sich Kaiser einen Platz im erweiterten Stammkader. Von den 22 ausgetragenen Ligaspielen bestritt er 16 Partien, in denen er fast immer auf der rechten Sturmseite eingesetzt wurde. Dabei erzielte er zwei weitere Tore. In der Saison 1977/78, in der sich die BSG in Robotron Sömmerda umbenannte, hatte es zunächst den Anschein, als könnte sich Kaiser weiter konsolidieren, doch kam er wieder nur auf neun DDR-Liga-Spiele und nur einmal zum Torerfolg. 1978/79 wendete sich Kaisers Karriere unter dem neuen Trainer Rainer Knobloch wieder zum Besten. Kaiser kam in allen 22 Punktspielen zum Einsatz und hatte mit vier Treffern auch seine erfolgreichste Saison als Torschütze. Für seine Mannschaft endete die Saison allerdings als Absteiger. 
In der drittklassigen Bezirksliga spielte die BSG Robotron mit Kaiser zunächst vergeblich um den Aufstieg. Im November 1980 wurde Kaiser für 18 Monate zum Wehrdienst in der Nationalen Volksarmee eingezogen. In dieser Zeit konnte er bei der Armeesportgemeinschaft Vorwärts Eisenach weiterhin Fußball spielen. 1981 verhalf Kaiser der ASG zum Aufstieg in die Bezirksliga. 
Im Frühjahr 1982 kehrte Kaiser nach Sömmerda zurück, wo die BSG Robotron noch immer in der Bezirksliga spielte. Unter Mitwirkung von Kaiser gelang 1983 der Wiederaufstieg in die DDR-Liga. Die BSG Robotron plante für die neue Saison zwar mit Kaiser in der 1. Mannschaft, er kam jedoch in den Ligaspielen nicht zum Einsatz. Stattdessen musste er mit der 2. Mannschaft in der viertklassigen Bezirksklasse spielen. Er verhalf dieser Mannschaft umgehend zum Bezirksliga-Aufstieg, es folgte anschließend jedoch ein steter Wechsel zwischen Dritt- und Viertklassigkeit. 
Nach der Saison 1987/88 beendete Frank Kaiser seine Karriere als Fußballspieler, blieb Robotron Sömmerda jedoch als Übungsleiter der 2. Mannschaft erhalten. 